# 中間選挙

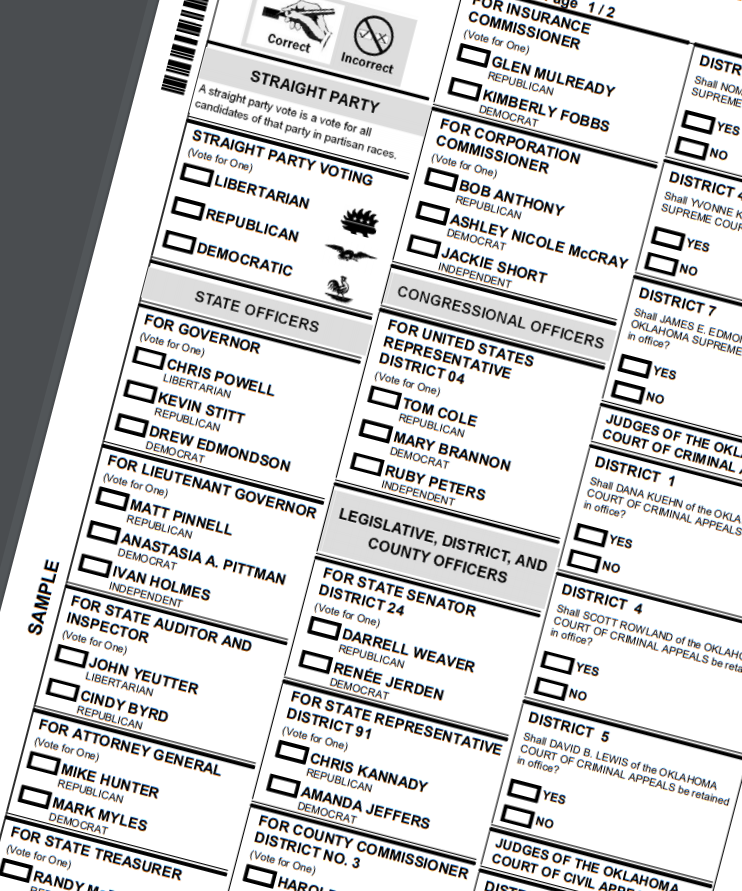
2018年のオクラホマ州総選挙の投票用紙。州および地方自治体の候補者、連邦議会の候補者が一覧になっている。

中間選挙（ちゅうかんせんきょ、英語: United States midterm election）とは、西暦偶数年の「選挙の日」 (Election Day) に一般投票が行われるアメリカ合衆国の連邦議員その他の公職選挙のうち、4年ごとの大統領選挙と重複しない年に行われるものを指す。大統領職の一期（4年）のうち半期（2年）が経過した時点で行われるため、「中間選挙」と呼ばれる。

## 概要
上院議員のうちの3分の1、下院議員全員が改選となる。各州の定めによるが、同時に、任期が満了した州知事の選挙、各自治体の公職に関する選挙、欠員が生じている非改選上院議員の補欠選挙なども行われることが通例である。
中間選挙は大統領選挙の年の選挙と同様に、「選挙の日」すなわち「11月第1月曜日の属する週の火曜日」に行われる。通常は11月第1火曜日になるが、当日が11月1日になる場合は11月8日に行われることになる。
中間選挙では政権運営についての批判を受ける大統領の与党が議席を減らすことが多い。近年において大統領の与党が両院で議席を増やした中間選挙は、アメリカ同時多発テロ事件翌年の2002年のみである。
州知事選挙は中間選挙の年に行われるものが多い。2024年時点において、人口上位8位までの州を含む36州で州知事選挙を中間選挙の年に行う一方、大統領選挙の年に知事改選を行うのは11州（このうち2州は知事の任期が2年であり各偶数年に改選）、奇数年に知事改選を行うのは5州（大統領選挙の翌年に2州、中間選挙の翌年に3州）である。
選挙法では、外国籍の人間（永住権保有者を除く）によるいかなる選挙への関与（選挙関連活動および寄付）を認めておらず、これらの行為は違法である。

## 過去の中間選挙

### 1994年中間選挙
民主党ビル・クリントン大統領の1期目中に行われた。下院においては、民主党が54議席を失う大敗を喫し、40年間続いた民主党の下院多数党の地位を共和党に奪われる結果となった。上院においても共和党が民主党から8議席を奪い、多数党となった。
この選挙において共和党が大きく勢力を伸ばしたことにより、以後の連邦議会では共和党が多数党となった。この中間選挙以降、クリントン政権率いる民主党は残りの任期中、上下両院において少数党として政権運営を行うこととなった。
勢力の変動
- 上院 -    共和党 44 → 52、   民主党 56 → 48
- 下院 -    共和党 176 → 230、   民主党 258 → 204、   無所属（民主党系） 1 → 1

### 1998年中間選挙
勢力の変動
- 上院 -    共和党 55 → 55、   民主党 45 → 45
- 下院 -    共和党 227 → 223、   民主党 206 → 211、   無所属（民主党系） 2 → 1

### 2002年中間選挙
共和党ジョージ・W・ブッシュ大統領の1期目中に行われた。この年は、前年9月11日に発生した同時多発テロの影響もあり、ブッシュ大統領の打ち出した対テロ政策を追い風に共和党が上院で2議席、下院で8議席勢力を伸ばし両院で多数党を維持した。
勢力の変動
- 上院 -    共和党 49 → 51、   民主党 49 → 48、   無所属（民主党系） 1 → 1、   無所属 1 → 0
- 下院 -    共和党 221 → 229、   民主党 212 → 205、   無所属（民主党系） 2 → 1

### 2006年中間選挙
ブッシュ大統領の2期目中に行われた。民主党が上下両院で多数党の座を奪い返す結果となった。
勢力の変動
- 上院 -    民主党 44 → 49、   共和党 55 → 49、   無所属（民主党系） 1 → 2
- 下院 -    民主党 201 → 233、   共和党 229 → 202、   無所属（民主党系） 1 → 0
- 州知事 -    民主党 22 → 28、   共和党 28 → 22

### 2010年中間選挙
民主党バラク・オバマ大統領の1期目中に行われた。下院では、民主党が1994年の中間選挙で失った54議席を上回る63議席を失う歴史的大敗を喫し、共和党に多数党の座を明け渡した。上院では、共和党が6議席を民主党から奪ったものの、民主党が上院過半数を維持し、上下両院で多数党が違うねじれが発生した。
勢力の変動
- 上院 -    民主党 57 → 51、   共和党 41 → 47、   無所属（民主党系） 2 → 2
- 下院 -    共和党 178 → 242、   民主党 255 → 193

### 2014年中間選挙
オバマ大統領の2期目中に行われた。下院では共和党が議席を上積みし、多数党を維持した。上院では共和党が民主党から9議席を奪い、8年振りに上院過半数を奪還した。
勢力の変動
- 上院 -    共和党 45 → 54、   民主党 53 → 44、   無所属（民主党系） 2 → 2
- 下院 -    共和党 233 → 247、   民主党 199 → 188

### 2018年中間選挙
共和党ドナルド・トランプ大統領の1期目中に行われた。投票率は49.4%で1914年以来、過去104年で最も高い値を示した。上院では共和党が多数党を維持した一方、下院では民主党が8年ぶりとなる多数党奪還を果たした。
勢力の変動
- 上院 -    共和党 51 → 53、   民主党 47 → 45、   無所属（民主党系） 2 → 2
- 下院 -    民主党 193 → 235、   共和党 235 → 199
- 州知事 -    共和党 33 → 27、   民主党 16 → 23、   無所属 1 → 0

### 2022年中間選挙
民主党ジョー・バイデン大統領の1期目中に行われた。バイデン大統領の低支持率に加え、国内の物価高騰の影響で民主党が上下両院とも大幅に議席を減らすものと思われていたが、2022年6月24日に連邦最高裁判所が女性の人工妊娠中絶の権利を認めたロー対ウェイド事件の判決を覆したことで、中絶の権利を保護する立場をとる民主党が共和党と支持率で拮抗する状況となった。ところが9月以降は、物価高騰がさらに進んだことにより経済対策を訴える共和党が再び支持を伸ばし、共和党が大勝するいわゆる「レッド・ウェーブ(赤い波)」が起こるものと思われた。
しかし、選挙結果は下院こそ共和党が多数党を奪還したものの、事前の予測よりも遥かに少ない議席しか獲得出来ず、上院では民主党が1議席を積み増して多数党を維持したため、「赤い波」ではなく「赤いさざなみ」程度であったと報じられた。このような結果となった理由としては、「有権者が最も重視したのは経済対策であったが、それに次ぐ割合で女性の人工妊娠中絶の権利が重視されたこと」、「女性や若い世代の投票率が高かったこと」などが挙げられた。
勢力の変動
- 上院 -    民主党 48 → 49、   共和党 50 → 49、   無所属（民主党系） 2 → 2
- 下院 -    共和党 212 → 222、   民主党 220 → 213
- 州知事 -    共和党 28 → 26、   民主党 22 → 24